# Kismányok
Kismányok (németül: Kleinmanok, Klamanok) község Tolna vármegyében, a Bonyhádi járásban. 543 hektáros kiterjedésével a megye legkisebb közigazgatási területű települése.

## Fekvése
A Mecsek lábánál fekszik, egy völgyben; Bonyhádtól 8 kilométerre délnyugatra. Közigazgatási területén áthalad a Bonyhád–Kaposszekcső közti 6534-es út, de központjába csak egy ötszámjegyű bekötőút, a 65 165-ös számú mellékút vezet.

## Története
Kismányokot egy 1437-ben kiadott kanonikus oklevél említi először az ismert források közül, akkor még Nagymányok pusztájaként, később vált önálló településsé. Az 1526-os mohácsi vész után mindkét település elpusztult, magyar lakosságuk elmenekült, Kismányokon tizenkét üres ház maradt hátra. Miután a birtokokat a török hódoltság után szétosztották, és az eredeti tulajdonos Botka család leszármazottai nem jelentkeztek érte, a földet Johannes Wenselslaus Sinsendorf, a temesvári telepítő bizottság elnöke szerezte meg, aki azonban nem tartotta meg sokáig, és eladta Claude Florimond de Mercy szerémségi főkapitánynak. Ő volt az, aki a községet újratelepítette. Hessenből, [Elzász]]ból és az akkor még létező Pfalz-Sulzbach, valamint Pfalz–Zweibrücken hercegségekből érkeztek lutheránus német telepesek, akik a községet újraalapították, és felvirágoztatták. Kismányok újratelepítése 1719-ben fejeződött be. A település ettől az évtől kezdődően egészen 1945-ig színtiszta német nemzetiségű és evangélikus vallású volt.[forrás?] A második világháborút követően 47 német nemzetiségű családot (165 főt) telepítettek ki – ami nem a magyar kormány akarata volt, a győztes szövetségesek kötelezték a német lakosság kitelepítésére. Nem hasonlítható a németek csehországi, lengyelországi stb. elűzéséhez. Helyükre Bukovinából származó, a Bánságból, Bácskából a szerbek által elűzött római katolikus székelyeket telepítettek, akik ma a település többségét alkotják.

## Közélete

### Polgármesterei
- 1990–1994: Bíró Andrásné (független)[5]
- 1994–1998: Bíró Andrásné (független)[6]
- 1998–2002: Bíró Andrásné (független)[7]
- 2002–2006: Simon László (független)[8]
- 2006–2010: Simon László (független)[9]
- 2010–2014: Simon László (független)[10]
- 2014–2019: Simon László (független)[11]
- 2019–2024: Bőte István (független)[12]
- 2024– : Bőte István (független)[1]

## Népessége
A település népességének változása:
| Lakosok száma | 332  | 328  | 325  | 297  | 308  | 323  | 309  |
|               | 2013 | 2014 | 2015 | 2021 | 2022 | 2023 | 2024 |

A 2011-es népszámlálás során a lakosok 76%-a magyarnak, 0,9% bolgárnak, 0,3% cigánynak, 16,1% németnek, 0,3% ruszinnak mondta magát (23,7% nem nyilatkozott; a kettős identitások miatt a végösszeg nagyobb lehet 100%-nál). A vallási megoszlás a következő volt: római katolikus 41,3%, református 0,6%, evangélikus 17,9%, felekezeten kívüli 4% (36,2% nem nyilatkozott).
2022-ben a lakosság 90,3%-a vallotta magát magyarnak, 9,1% németnek, 0,3% szerbnek, 0,3% görögnek, 0,3% egyéb, nem hazai nemzetiségűnek (9,7% nem nyilatkozott; a kettős identitások miatt a végösszeg nagyobb lehet 100%-nál). Vallásuk szerint 42,9% volt római katolikus, 13% evangélikus, 1,6% református, 1,3% egyéb keresztény, 1,3% egyéb katolikus, 9,7% felekezeten kívüli (30,2% nem válaszolt).

## Nevezetességei
- Evangélikus templom: 1785–1790 közt épült késő barokk stílusban, csehsüveg boltozatú eljárással, bejárata felett a stílusnak megfelelő lantablak található. Szószékoltárát Kausser József tolnai oltárfaragó és festő készítette 1800-ban, keresztelőkútját a mester fiai 1801-ben. Orgonája 1807–1808-ban készült a híres bonyhádi orgonaépítő, Róth József manufaktúrájában. A mester azonban 1808. április 1-jén, hirtelen bekövetkezett halála miatt nem tudta teljesen befejezni a hangszer építését, a munkát utóda, Marschall József fejezte be. Az orgonaszekrényt a szintén bonyhádi Füglein Mihály asztalos és a kismányoki Pecht Jakab asztalos és aranyozó készítették. Utóbbi a nevét is megörökítette a hangszer fő művének díszítései közé. Az orgona különleges helyet foglal el a magyarországi orgonák között, mert ilyen stílusú hangszer e községen kívül ma már csak Erdélyben létezik. Különlegessége abból fakad, hogy Róth József édesapja és egyben tanítómestere Nagyszebenben született szász ember volt, és fiát is az ott használatos stílusban tanította hangszert építeni. Ezért van a regiszterek között egy úgynevezett pordunal bassz, vagy más néven basszcant regiszter, ami e hangszer esetében az alsó, huszonöt elemű sípsort működteti; ez csak az erdélyi szász stílusú orgonákra jellemző.
- Székely templom: 1988–1989 között épült. Az oltára és bútorzata székely stílusú, faragott. A templomot egy kitelepített sváb ember, Leicht Ádám jóvoltából kezdték építeni a helybéli apácák (Sperber Anna és Csillag Etelka). A segédmunkát a falu közössége adta. Az adományokat német és svájci testvérektől kapta a közösség. A férfiak dolgoztak, az asszonyok sütöttek, főztek. A faragásokat Gáspár István kezdte el, viszont ő menet közben elhunyt, így Tusa János fafaragó fejezte be a munkálatokat. A templom igazi szépsége a Hadikfalváról menekített Mária-kegyszobor, mely később került csak a település tulajdonába (Bácskában elmaradt). A templom ezzel a mottóval épült: „A székelyek betelepítésének és a svábok kitelepítésének a megbékélésére!” Az akkori plébános, Lovinusz Mihály azt mondta: „Ez a hely legyen a székelyek Csíksomlyója!”

## Testvértelepülések
- Zetelaka, Románia